# Duan Jingli
Pour les articles homonymes, voir Duan.
Duan Jingli est une rameuse chinoise née le 8 mars 1989.

## Biographie

### Carrière
Elle a remporté la médaille de bronze du skiff féminin aux Jeux olympiques d'été de 2016.